# Chorizococcus nakaharai
Chorizococcus nakaharai är en insektsart som beskrevs av Williams och Granara de Willink 1992. Chorizococcus nakaharai ingår i släktet Chorizococcus och familjen ullsköldlöss. Inga underarter finns listade i Catalogue of Life.